# III. třída okresu Ústí nad Labem
III. třída okresu Ústí nad Labem patří společně s ostatními třetími třídami mezi deváté nejvyšší fotbalové soutěže v Česku. Je řízena Okresním fotbalovým svazem Ústí nad Labem. Hraje se každý rok od léta do jara se zimní přestávkou. Hraje se v jedné skupině (neoznačuje se), soutěž má 9 účastníků  okresu Ústí nad Labem, každý s každým hraje jednou na domácím hřišti a jednou na hřišti soupeře. Celkem se tedy hraje 16 kol. Vítěz soutěže a tým na druhém místě postupují do II. třídy okresu Ústí nad Labem.

## Vítězové

### III. třída okresu Ústí nad Labem
| Ročník    | Vítězný tým              |
| --------- | ------------------------ |
| 2004/2005 | TJ Vaňov B               |
| 2005/2006 | Městský SK Trmice B      |
| 2006/2007 | SKP Sever Ústí nad Labem |
| 2007/2008 | TJ Mojžíř B              |
| 2008/2009 | TJ Střekov B             |
| 2009/2010 | TJ Chlumec B             |
| 2010/2011 | SK Brná B                |
| 2011/2012 | SKP Sever Ústí nad Labem |
| 2012/2013 | TJ Dubice                |
| 2013/2014 | TJ Vaňov                 |
| 2014/2015 | Městský SK Trmice B      |
| 2015/2016 | TJ Vaňov                 |
| 2016/2017 | TJ Povrly                |
| 2017/2018 | FK Malečov               |
| 2018/2019 |                          |